# A.B. Quintanilla
Abraham Isaac Quintanilla III (Toppenish, Washington, 13 de diciembre de 1963), conocido como A.B. Quintanilla III o A.B. Quintanilla, es un productor discográfico, compositor, y músico estadounidense. Es conocido por haber sido integrante de Selena y Los Dinos y posteriormente el creador, líder y productor de los grupos musicales Kumbia Kings y Kumbia All Starz. Llamado el «Rey de la Kumbia» (o el «Rey de la Cumbia») por su influencia e impacto en el género musical de cumbia, es el hermano mayor de la cantante Selena, así como el productor y escritor de la mayoría de sus canciones, tales como «Baila esta cumbia», «La carcacha» y «Como la flor».

## Primeros años
Abraham Isaac Quintanilla III nació el 13 de diciembre de 1963 en Toppenish, Washington, Estados Unidos. Es el hijo mayor de Abraham Isaac Quintanilla Jr. (nacido el 20 de febrero de 1939) y Marcella Ofelia Quintanilla (de soltera Samora; nacida el 17 de julio de 1944) y el hermano mayor de Suzette Quintanilla (nacida el 29 de junio de 1967) y Selena Quintanilla (16 de abril de 1971 – 31 de marzo de 1995). El bisabuelo paterno de Quintanilla, el señor Eulogio Quintanilla Longoria, era originario de Heroica Matamoros, Tamaulipas, México. Poco después de su nacimiento, la familia de Quintanilla se mudaría a Lake Jackson, Texas, Estados Unidos, donde se criaría allí y donde nacieron sus dos hermanas.

## Carrera
Mientras vivía en Lake Jackson, Texas, Aprendió a tocar la guitarra y el bajo. Junto con sus hermanas Selena y Suzette, y su padre, Abraham, formaron la banda Selena y Los Dinos. También se convirtió en el productor musical de Selena. Él coescribió los éxitos de Selena "Como la flor" y "Amor prohibido".
Ayudó a producir "Cómo te extraño" escrita por Pete Astudillo escrita para Selena, así como también para su abuela. La canción ganó en Premios Lo Nuestro el premio a la Mejor Canción del Año en 1996.
Después volvió al ruedo musical con el grupo que él creó Kumbia Kings, que mezclaba cumbia y la música pop. A.B. y Kumbia Kings hicieron una gira internacional, tanto en Estados Unidos como en Hispanoamérica, en Estados Unidos se presentaron en El Show de Cristina Saralegui. En ese programa, A.B. rompió en llanto cuando se le preguntó por su hermana.
En su trayectoria también ha producido para artistas tales como Thalía, Verónica Castro y Cristian Castro.
En 2005 organiza un homenaje a Selena, denominado Selena ¡VIVE!, el cual fue televisado por Univisión.
A mediados de 2006 abandona Kumbia Kings, debido a una controversia con Cruz Martínez, con nuevos miembros y ex-Kumbia Kings Chris Pérez y Pee Wee, se inició el grupo Kumbia All Starz en 2006. Este nuevo grupo ha creado los éxitos como "Chiquilla", "Parece que va a llover" y "Speedy Gonzales".

## Vida personal
A.B. Quintanilla se ha casado cinco veces. Quintanilla se casó con su primera esposa, Evangelina Almeida (nacida en febrero de 1966), más conocida como Vangie, el 17 de abril de 1988 en Corpus Christi, Texas, cuando tenía 24 años. Se separaron a finales de la década de 1990. Su divorcio finalizó en 2000. Quintanilla se casó con su segunda esposa, Heather Grein (nacida el 14 de octubre de 1984), el 20 de abril de 2002. Se divorciaron en septiembre de 2004. Heather Grein mantiene buenas relaciones con Quintanilla y su familia. Quintanilla se casó con su tercera esposa, Brenda Lee Ramírez (nacida el 26 de julio de 1982), el 31 de diciembre de 2004 en Las Vegas, Nevada. Brenda Ramirez nació en Edinburg, Texas y ahora vive en Houston, Texas. Se divorciaron en 2009. Quintanilla se casó con su cuarta esposa, Rikkie Leigh Robertson (nacida el 14 de marzo de 1988), el 4 de noviembre de 2011 en Corpus Christi, Texas, con quien estuvo saliendo durante dos años. El 5 de enero de 2013, se anunció que Quintanilla y Rikkie Leigh se divorciaban después de un año de matrimonio, pero se reconciliaron y no procedieron con el divorcio. Se separaron nuevamente en mayo de 2016 y Quintanilla anunció que se divorciaba de Rikkie Leigh. No tuvieron hijos juntos. El divorcio finalizó en septiembre de 2017. Quintanilla se casó con su quinta y actual esposa, Ángela Orellano, también conocida como Anjelah Orellano, una mujer argentina, el 16 de septiembre de 2019 en Las Vegas, Nevada.
A.B. Quintanilla también ha estado involucrado románticamente con otras mujeres como Summer Clary (nacida en junio de 1978), con quien tiene un hijo llamado Gianni Quintanilla, Elizabeth Olsen, una modelo americana de ascendencia sueca que vivía en Chicago, Illinois y a quien conoció en Puerto Rico el 15 de septiembre de 2007 y estuvieron juntos hasta que rompieron el 9 de septiembre de 2008 (estuvieron juntos después de la separación de Quintanilla con su esposa Brenda Ramírez en 2007 pero antes de que finalizara el divorcio en 2009), y Susie De Los Santos (nacida el 6 de noviembre de 1988), una DJ, modelo de concursos de belleza y concursante de Nuestra Belleza Latina.
A.B. Quintanilla tiene siete hijos biológicos, seis niños y una niña, nacidos entre 1989 y 2007, y tuvo una hijastra durante su tercer matrimonio. Tiene una hija Martika Quintanilla (nacida el 21 de septiembre de 1989) y un hijo Svani Quintanilla (nacido el 27 de noviembre de 1990) con su primera esposa Vangie Almeida. Tiene un hijo Gianni Mio Quintanilla (nacido en abril de 1999) con su exnovia Summer Clary. Tiene dos hijos, Abraham Isaac Quintanilla IV (nacido el 14 de octubre de 2002) y Elijah Jae Quintanilla (nacido el 25 de mayo de 2004), con su segunda esposa Heather Grein. Tiene dos hijos, Elrey Quintanilla (nacido el 15 de noviembre de 2005) y Justin Quintanilla (nacido el 4 de septiembre de 2007), con su tercera esposa Brenda Ramírez. Brenda tiene una hija de una relación anterior, Madison Ramírez (nacida el 20 de mayo de 2001), quien fue la hijastra de Quintanilla durante el matrimonio de Quintanilla con Brenda. Su tercer hijo, Abraham Quintanilla IV, aparece en el video musical de Kumbia Kings para su sencillo de 2003, "Insomnio", de su álbum 4 de 2003, y en la portada del álbum de Kumbia All Starz de 2006, Ayer Fue Kumbia Kings, Hoy Es Kumbia All Starz.
A.B. Quintanilla tiene una nieta. Svani Quintanilla y Chatty Celeste Cave (nacida el 9 de julio de 1988), novia de Svani en ese tiempo, tienen una hija, Yvie Quintanilla (nacida el 20 de septiembre de 2017).

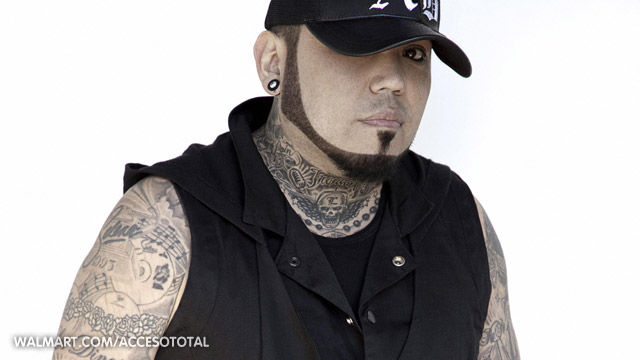
Quintanilla en 2010.

A.B. Quintanilla tiene dos cuñados y un sobrino a través de sus hermanas. Selena Quintanilla se casó con Chris Pérez (nacido el 14 de agosto de 1969) el 2 de abril de 1992. Chris y Selena permanecerían casados hasta la muerte de Selena el 31 de marzo de 1995. El cuñado de Quintanilla, Chris Pérez, se uniría a él en las bandas creadas por Quintanilla, Kumbia Kings y Kumbia All Starz. Pérez actuaría con Kumbia Kings en sus álbumes y algunos conciertos de 1998 a 2003 antes de unirse como miembro a tiempo completo en 2003 hasta 2006, cuando los Kumbia Kings se separaron. Pérez luego se unió a Kumbia All Starz en 2006, cuando se creó la banda, y permanecería hasta 2010. Suzette Quintanilla se casó con Bill Arriaga el 12 de septiembre de 1993. Bill y Suzette tienen un hijo, Jovan Arriaga (nacido el 5 de marzo de 1998), que es sobrino de Quintanilla. A.B. Quintanilla tiene un sobrino nieto. Jovan Arriaga y Mallory Smith (nacida el 1997), novia de Jovan, tienen un hijo, Lincoln Arriaga (nacido el 26 de octubre de 2022).

## Discografía

### Álbumes con Selena
- 1984: Selena y los Dinos
- 1985: The New Girl in Town
- 1986: Alpha
- 1986: Muñequito de trapo
- 1987: And the Winner Is...
- 1988: Preciosa
- 1988: Dulce amor
- 1989: Selena
- 1990: Ven conmigo
- 1992: Entre a mi mundo
- 1993: Selena Live!
- 1994: Amor prohibido
- 1995: Dreaming of You

### Álbumes con Kumbia Kings
- 1999: Amor, familia y respeto
- 2001: Shhh!
- 2002: All Mixed Up: Los Remixes
- 2003: 4
- 2003: Presents Kumbia Kings
- 2003: La Historia
- 2004: Los Remixes 2.0
- 2004: Fuego
- 2005: Duetos
- 2006: Kumbia Kings Live
- 2007: Greatest Hits
- 2016: Lo Mejor de A.B. Quintanilla III y Los Kumbia Kings

### Álbumes con Kumbia All Starz
- 2006: Ayer fue Kumbia Kings, hoy es Kumbia All Starz
- 2008: Planeta Kumbia
- 2010: La vida de un genio
- 2013: Blanco y Negro
- 2014: Éxitos en vivo
- 2017: Elektro Kumbia